# Otbert
Otbert ist ein männlicher Vorname.

## Herkunft und Bedeutung
Der Name stammt von dem althochdeutschen ot, „Besitz“, und beraht, „glänzend“.

## Varianten
- italienisch Oberto
- italienisch Autbert

Die weibliche Form des Namens lautet Otberta.

## Namensträger
- Otbert (ca. 650), Graf im Breisgau, Förder des Heiligen Trudpert
- Otbert von Lüttich († 1119), Bischof von Lüttich
- Otbert von Verona
- Otbert (Wunderheiler) (~ 1218), deutscher Wunderheiler
- Otbert OSB († 829) (BBKL)

## Familienname; Form Ottberg
- Otto Ottbert (1852–1933), deutscher Theaterschauspieler und -regisseur